# بوناتية متعددة العروق
بوناتية متعددة العروق (الاسم العلمي: Bonnetia multinervia) هي نوع من النباتات تتبع جنس البوناتية من فصيلة البوناتية.